# Мужичонка
Мужичо́нка, челове́чек (эст. väike mees, väikemees) — персонаж эстонского народного эпоса «Калевипоэг». Упоминается в одиннадцатой и двенадцатой песнях эпоса.

## Песнь одиннадцатая
Калевипоэг несёт доски через Чудское озеро * Похищение меча * Калевипоэг заклинает меч  * Приключения человечка
Калевипоэг идёт с Чудского озера к дому, неся на плече тесовую кладь, и видит три лесочка: еловый, сосновый и орешник. Шагает он через красный ельник, пересекает сосновый бор и идёт через орешник, как вдруг чувствует, что кто-то цепко охватывает его лодыжку:  
Поглядел могучий Калев:
Кто ему щекочет пятку?
Видит — вылез из кусточка
Деревенский мужичонка
Ростом с нынешнего парня.
Как же он дрожал, бедняга!
У него тряслись колени,
Зубы щёлкали от страха.
Умолял он о защите,
Горько сетовал и плакал:
— Сжалься, братец многосильный!
Ты спаси меня, могучий!
Защити, Калевипоэг!
Сбился я с пути в чащобе,
Потерял домой дорогу!

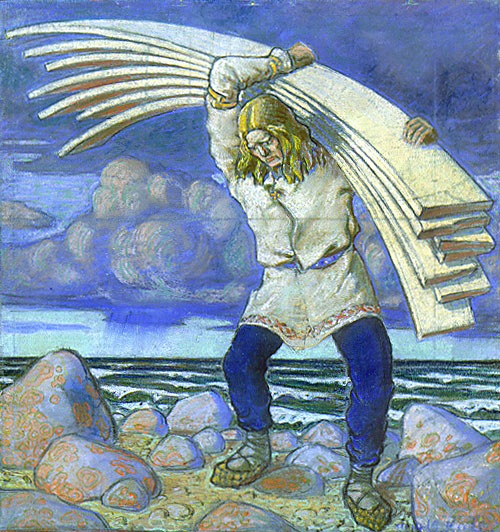
«Калевипоэг несёт доски». Oskar Kallis. 1914

Калевипоэг хватает мужичонку за шиворот, опускает в свою котомку, и спрашивает, чего он так испугался, почему залез в кустарник?
И ответил мужичонка,
Пропищал со дна котомки,
Словно квакнула лягушка
Из глубокого колодца:
— Вечерком вчера, на зорьке,
Возле озера ходил я,
В красном ельнике прибрежном
Потерял я вдруг дорогу
И тропинкой безыменной
Вышел ко двору лесному.
У дверей я постучался,
На ночлег я попросился.
Посреди огромной избы у котла сидела бабка и варила гороховый суп. Дала она мужичонке похлёбку, затем застелила постель посреди избы и велела тому лезть поскорей в солому и сидеть там, как мышка, прежде, чем вернутся её сыны. Приказала бабка мужичонке не шевелиться и слова не молвить, иначе придёт его погибель. Мужичонка поблагодарил старуху:
Поклонился я старухе,
Бабке молвил я спасибо
За ночлег, за добрый ужин
Да за ласковое слово.
И зарылся я в солому,
Распрямил бока и спину...
Тут, рассказывает дальше мужичонка, послышался дальний грохот, загудела земля от тяжёлых шагов, и в избу ввалились два брата, грузные, как медведи. Бабка накрыла им на стол, и сели они ужинать: «миски — в локоть шириной, ложки — словно поварёшки». Наевшись, братья легли спать: старший брат у правой стенки, младший брат у левой стенки, мужичонка лежал посередине, а старуха — на полатях. От гороховой похлёбки животы братьев раздулись, и из их «задних дверей» источились «шумные вихри», «жгучие ветры», от которых мужичонка начал летать по избе то к одной стене, то к другой. Так он и метался всю ночь «взад-вперёд», «сна и отдыха не зная».
На заре старуха вышла из избы, не прикрыв наглухо дверь, и, как рассказывает дальше мужичонка:
По её пятам я быстро
Прошмыгнул в дверную щёлку — 
И бежать что было мочи!
Пробежал я через ельник,
Пробежал сквозь бор сосновый,
Пробежал через орешник,
Там в кустарник я забился,
Там тебя, на счастье, встретил!
Калевипоэг простосердечно смеётся над рассказом мужичонки.

## Песнь двенадцатая
Схватка с супостатами и ёж * Долгий сон * Сновидение * Ягнёнок пастушка-сироты * Возведение моста
Калевипоэг продолжает свой путь домой, неся на плече доски,
А в котомке мужичонка,
Под защитой богатырской,
Сонною дыша отрадой,
В дрёме сладкой укрывался,
Как рачонок под корягой.
Поскольку меч у Калевипоэга украли, богатырь ломает сосну и делает из неё себе дубинку. На него нападают три разбойника, «колдуна-ворюги дети, чёрта бешеные слуги»; у двух из них в руках кнуты, на концах которых привязаны жернова. Их отец дал им задачу ограбить Калевипоэга. Калевипоэг пытается словами утихомирить врагов, но толку нет — приходится вступать в бой. Когда его дубинка разлетается в щепки, он снимает с плеча одну из досок и начинает ею хлестать «адское отродье». Так доску за доской таскает он из своей клади, и остаётся их лишь половина. Ёж, сидевший в это время в буреломе, советует Калевипоэгу бить врагов ребром доски, а не плашмя. Калевипоэг принимает этот совет — и дети колдуна разбегаются и пропадают. Богатырь решает отдохнуть, но вокруг зыбкая трясина — и ему приходится готовить себе ложе, таская песок их окрестных песчаников. Перед сном хочет он подкрепиться ломтем хлеба:
А когда в свою котомку,
Сунул он поспешно руку,
На холодное наткнулся:
Им спасённый мужичонка,
Там лежал, совсем застывший,
Уж не сонный был, а мёртвый...
Как пошла лихая свара
С сыновьями злого вора,
Их удары колдовские,
Их тяжёлый дубины
Насмерть бедного зашибли:
Он, несчастный, и не пикнул,
Умер — и не шевельнулся.
После скорбной речи Калевипоэг хоронит мужичонку.